# Pico-ITX

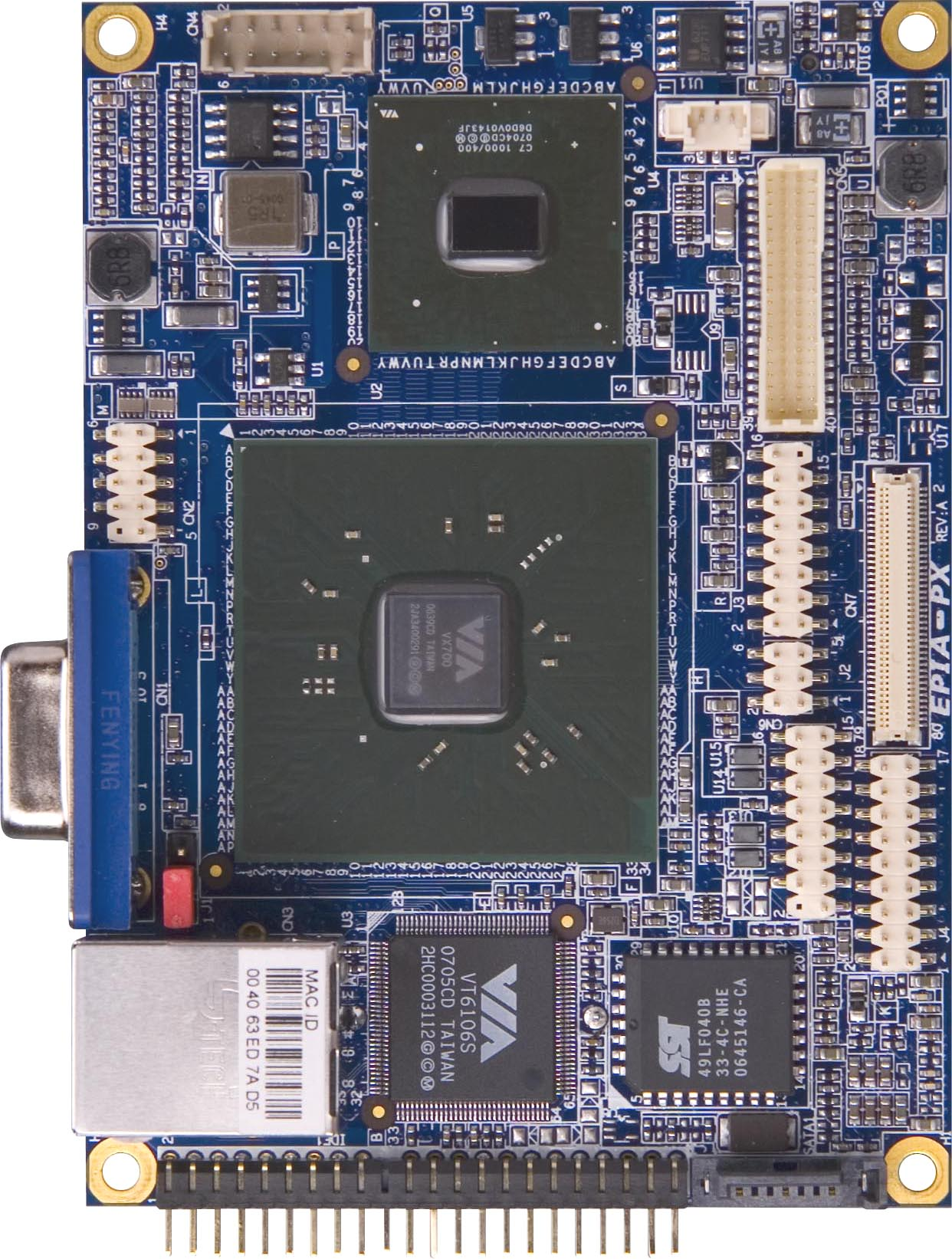
Ett VIA-moderkort i formfaktorn Pico-ITX

Pico-ITX är en formfaktor för moderkort utvecklad av VIA Technologies. Storleken på Pico-ITX specificeras till 100 mm x 72 mm och har en integrerad lågeffekt processor.